# Carbón animal

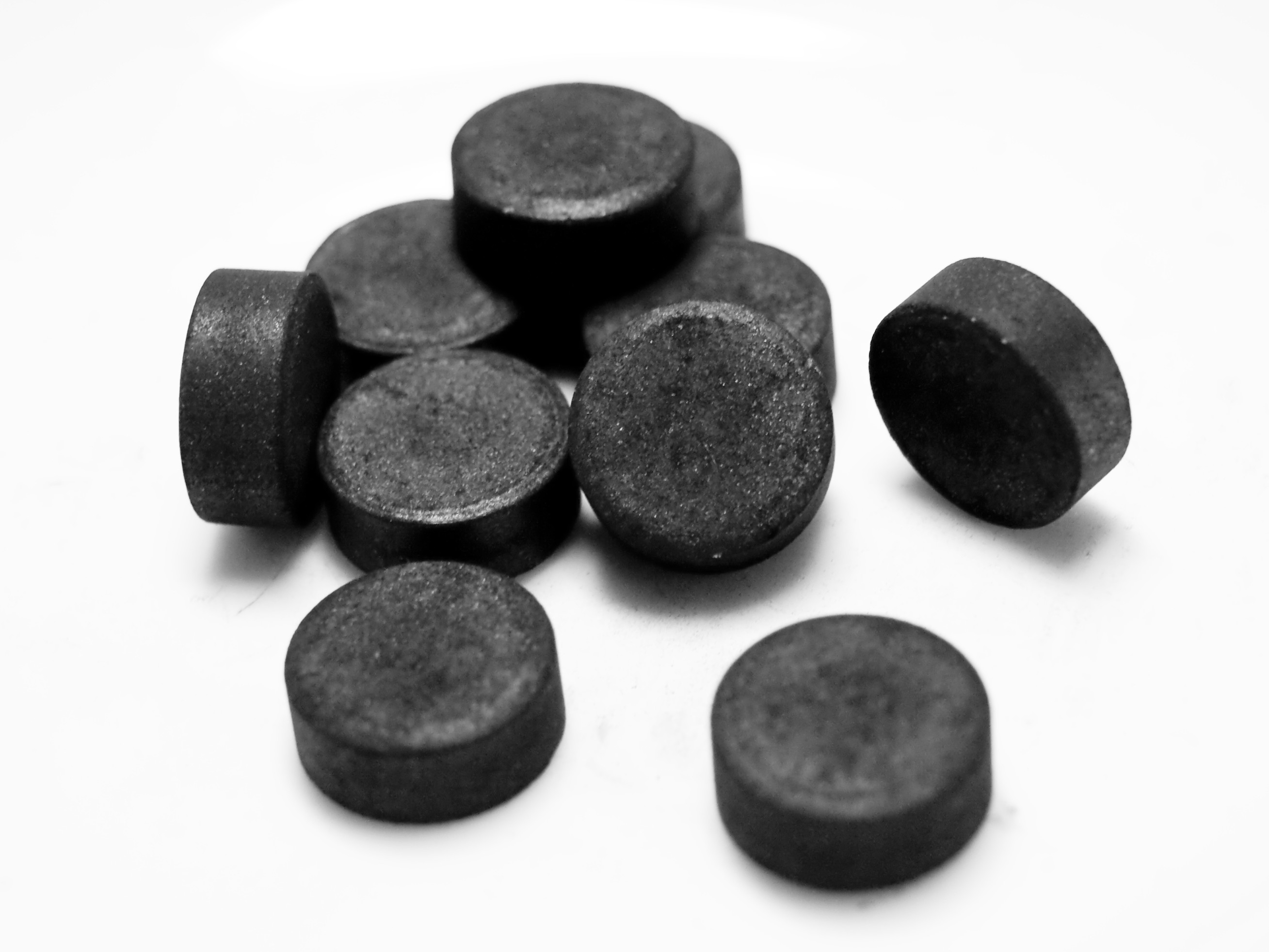
Pastillas de carbón animal.

El carbón animal es aquel obtenido mediante la destilación seca o combustión incompleta en ausencia de aire de huesos de animales sin grasa. Tiene aproximadamente un 12% de carbono y tiene gran absorbencia. Es un material granular producido a través de la carbonización de huesos de animales. Para prevenir la propagación de la enfermedad de las vacas locas, el cráneo y la columna no se utilizan nunca. Los huesos se calientan a altas temperaturas en el rango de 400 a 500 °C (752 a 932 °F).

## Usos[1]
- Como decolorante en líquidos, en especial bebidas.
- En el refinamiento de azúcar y en el procesamiento de la melaza.
- En la defluorización del agua.
- En la eliminación de metales pesados de soluciones acuosas